# Солање (Пескара)
Солање (итал. Solagne) је насеље у Италији у округу Пескара, региону Абруцо.
Према процени из 2011. у насељу је живело 13 становника. Насеље се налази на надморској висини од 495 м.